# Imaginary Landscape
Imaginary Landscape es el título de una serie de cinco piezas del compositor estadounidense John Cage, todas las cuales incluyen instrumentos u otros elementos que requieren electricidad. La serie comprende los siguientes trabajos: 
- Paisaje imaginario nº 1 (1939) 
  - para dos giradiscos de velocidad variable, grabaciones de frecuencia, piano silenciado y platillo
- Paisaje imaginario nº 2 (1942) 
  - para latas, caracola, trinquete, bombo, zumbadores, gong de agua, papelera de metal, rugido de león y bobina de alambre amplificada
- Paisaje imaginario nº 3 (1942) 
  - para latas, gongs silenciados, osciladores de frecuencia de audio, giradiscos de velocidad variable con grabaciones de frecuencia y grabaciones de zumbidos de generador, bobina de alambre amplificada, marimbula amplificada (un instrumento caribeño similar al piano de pulgar africano) y zumbador eléctrico
- Paisaje imaginario nº 4  (1951) 
  - para 24 artistas en 12 radios
- Paisaje imaginario nº 5 (1952) 
  - para la grabación en cinta magnética de 42 discos fonográficos